# Arthritis Care & Research
Arthritis Care & Research, abgekürzt Arthritis Care Res., ist eine wissenschaftliche Fachzeitschrift, die vom Wiley-Blackwell-Verlag veröffentlicht wird. Die Zeitschrift ist das offizielle Publikationsorgan des American College of Rheumatology und erscheint mit zwölf Ausgaben im Jahr. Es werden Arbeiten veröffentlicht, die sich mit rheumatischen und arthritischen Erkrankungen beschäftigen.
Der Impact Factor des Journals lag im Jahr 2014 bei 4,713. Nach der Statistik des ISI Web of Knowledge wird das Journal mit diesem Impact Factor in der Kategorie Rheumatologie an fünfter Stelle von 32 Zeitschriften geführt.